# Vozeći gospođicu Daisy
Vozeći gospođicu Daisy (eng. Driving Miss Daisy) je američka humorna drama iz 1989. koju je režirao Bruce Beresford po istoimenom kazališnom komadu kojeg je napisao Alfred Uhry. Film je postao svojedobno vrlo popularan a radnja se odvija oko starije južnjačke udovice, gđice Daisy (Jessica Tandy), koja se sprijatelji sa svojim crnoputim šoferom (Morgan Freeman) u 1950-ima.

## Radnja
Atlanta, 1948. Gđica Daisy Werthan je 72-godišnja udovica židovskog porijekla koja živi sama u ogromnoj kući s crnoputom sobaricom Idellom. Kada se jednog dana Daisy sa svojim autom pri izlasku iz garaže zaleti u susjedovo dvorište, njen sin Boolie ju počne nagovarati da si nađe šofera, no ona prkosno odbije. Boolie posjeduje obiteljsku tvornicu tekstila te jednog dana upozna crnoputog Hoke Colburna koji uspješno popravi njegovo dizalo, te koji je dugo bio šofer sucu koji je nedavno preminuo. Boolie ga unajmi kao šofera za svoju majku, kako ga ona ne bi mogla otpustiti. 
Gđica Daisy isprva odbija da ju on vozi jer se srami da će ljudi misliti da je razmažena bogatašica te čak odlazi i pješice do dućana. Kada jednog dana Hoke prizna da je pojeo riblju konzervu iz njene smočnice i svojim vlastitim novcem kupio novu, ona se iznenadi i dobije veliko povjerenje u njega te mu konačno dopusti da ju vozi. Ubrzo otkriva da on ne zna čitati, pa ga nauči. Kada ju on jednom prilikom odveze u Alabamu i prizna da nikada prije nije napustio Georgiju, ona počne uviđati kako se bijelci loše ponašaju prema crncima. 1963. Idella umre a gđica Daisy i njena obitelj su jedini bijelci na njenom pogrebu. Ona jednom prilikom čak prisustvuje na govoru kojeg održi Martin Luther King. Kada se razboli, Hoke i Boolie se počnu brinuti za nju u njenom domu. 1973. Gđica Daisy se preselila u starački dom, a Hoke ju dolazi posjetiti i pomoći joj jesti pitu.

## Glume
- Jessica Tandy - Daisy Werthan
- Morgan Freeman - Hoke Colburn
- Dan Aykroyd - Boolie Werthan
- Patti LuPone - Florine Werthan
- Esther Rolle - Idella)

## Nagrade
- 3 osvojena Zlatna globusa (najbolji film – komedija ili mjuzikl, glavna glumica u komediji ili mjuziklu Jessica Tandy, glavni glumac u komediji ili mjuziklu Morgan Freeman)
- 4 osvojena Oscara (najbolji film, scenarij, glavna glumica Jessica Tandy, šminka) i 5 nominacija (najbolji glavni glumac Morgan Freeman, sporedni glumac Dan Aykroyd, montaža, kostimi, scenografija)
- Osvojena BAFTA (najbolja glavna glumica Jessica Tandy) i 3 nominacije (najbolji film, režija, scenarij)

## Zanimljivosti
- Jessica Tandy je za ovaj film osvojila Oscara u 81. godini života te tako postala najstarija glumica koja ikada osvojila tu nagradu u toj kategoriji. Tandy je bila toliko uvjerena da neće osvojiti nagradu da se u to čak kladila u 100 $ sa svojim agentom, no kada je ipak uspjela osvojiti izjavila je da je to bila najbolja oklada koju je ikada izgubila.
- Autor Alfred Uhry je inspiraciju za priču dobio iz vlastitog iskustva, promatrajući svoju baku Lenu Fox i njenog šofera Willa Colemana.
- Trenutačno, „Vozeći gđicu Daisy“ je posljednji dobitnik Oscara za najbolji film koji je dobio oznaku PG („Parental Guidance“, znači dozvoljen i mlađim gledateljima). Svi ostali filmovi nakon njega zabranjeni su mlađima od 12 godina.
- Uz „Krila“ i „Grand Hotel“, „Vozeći gđicu Daisy“ je jedini film koji je osvojio Oscara za najbolji film, a da nije ujedno i nominiran za najbolju režiju.
- Katharine Hepburn, Bette Davis, Lucille Ball i Angela Lansbury su bile u pregovorima za glavnu ulogu.

## Kritike
Većina kritičara je hvalila "Vozeći gđicu Daisy" ističući njenu suptilnu, dirljivu i suzdržanu priču introvertiranog ugođaja koja je pažnju podarila sitnim detaljima iz života, no bilo je i onih kojima se činilo da se radi o precijenjenom i tankom ostvarenju. Kritičar Roger Ebert je filmu u svojoj recenziji dao 4/4 zvijezde; "Vozeći gđicu Daisy" je film velikog strpljenja i ljubavi, predstavljajući priču kojoj treba 25 godina da se odvije, istražujući njene likove kao što je malo koji film učinio. Na kraju filma, mi smo putovali dugi put s dvoje najvažnijih likova u njemu - gđice Daisy Werthan, ponosne dame s juga, i Hoke Coburna, njenog šofera - te smo razvili dubok smisao za njihove osjećaje... Ovo je iznimno suptilan film, u kojem se najvažnije informacije rijetko kada iznose dijalozima i u kojem govor tijela, ton glasa ili pogled očima može biti najbitnija stvar u nekoj sceni. Nakon toliko puno filmova u kojima su plitki i nasilni ljudi zanijekali njihovu i našu humanost, kakva li je lekcija ovaj film koji gleda duboko u ljudsko srce". James Rocchi je u svojoj recenziji također bio zadovoljan: "Freeman i Tandy su izvrsni u svojim ulogama, i potpuno uključeni u njihov materijal i jedno drugo; kraj u ovom filmu doslovno mi tjera suze na oči sa svojom nježnosti i humanosti", kao i Wesley Lovell: "Tandy i Freeman su briljantni u ovom lijepom filmu o zbližavanju dvoje ljudi koji se čine toliko različiti".
S druge pak strane, Derek Smith je bio suzdržaniji u ocjenjivanju filma: "Izraz "mamac za Oscara" se koristi kako bi se opisali filmovi koji se svake godine dodvoravaju konzervativnom ukusu Oscara. "Vozeći gđicu Daisy", iako film kojemu se ja divim na određenim razinama, bi se savršeno uklopio u tu kategoriju. Umjesto da konfrontira rasizam koji je toliko očit u razdoblju u kojem je film smiješten, on uzima sigurniji put, potpuno se koncentrirajući na razvoj međurasnog prijateljstva između dva glavna lika...To je zanimljiva priča, no teško se oteti dojmu da je izbacivanje važnijih tema spriječilo da ovo postane išta više od "sigurnog" filma koji nije spreman riskirati ili obraditi i kontroverzne teme". John Esther je čak i otvoreno priznao da mu se film nimalo nije svidio: "Jedna od najvećih gluposti Oscara".

## Vanjske poveznice
- Vozeći gospođicu Daisy u internetskoj bazi filmova IMDb-a
- Rottentomatoes.com
- Vozeći gđicu Daisy – kazališna predstava
- Boxofficemojo.com
- New Georgia enciklopedija – Vozeći gđicu Daisy  Arhivirana inačica izvorne stranice od 4. listopada 2006. (Wayback Machine)